# Begraafplaats van Foreste
De Begraafplaats van Foreste is een gemeentelijke begraafplaats gelegen in de Franse gemeente Foreste (departement Aisne). 
Ze ligt in de Rue de la Gare op 370 m ten zuiden van het dorpscentrum (Église Saint-Quentin). 
Het terrein heeft een trapeziumvormig grondplan met een oppervlakte van nagenoeg 426 m² en wordt omsloten door een bakstenen muur. De toegang aan de straatzijde bestaat uit een tweedelig metalen traliehek tussen bakstenen zuilen. 
In het midden van het centrale pad staat een groot kruis en achteraan staat de Chapelle des Fouquier d'Hérouël.

## Britse oorlogsgraven
Op de begraafplaats liggen 117 Britse gesneuvelde militairen uit de Eerste Wereldoorlog waaronder 22 niet geïdentificeerde. Zij liggen in meerdere perken of individueel begraven. Het Cross of Sacrifice staat in de oostelijke helft van de begraafplaats. Drieëntwintig slachtoffers worden herdacht met een Duhallow Block omdat zij onder Duits krijgsgevangenschap stierven en hun graven niet meer gevonden werden. Hun grafzerken staan in een dubbele rij bij het Cross of Sacrifice.
De graven worden onderhouden door de Commonwealth War Graves Commission en zijn daar geregistreerd onder Foreste Communal Cemetery.

## Geschiedenis
In april 1917 werd de gemeentelijke begraafplaats door de 92nd Field Ambulance (veldhospitaal) en later door de 61st (South Midland) Division gebruikt. Als gevolg van het Duitse lenteoffensief viel het dorp in de zomer van 1918 in vijandelijke handen.

### Onderscheiden militairen
- Stanley James Linzell, kapitein bij het Royal Army Medical Corps werd onderscheiden met het Military Cross (MC). Hij verkreeg ook het Franse Croix de Guerre.
- A. McDonald, sergeant bij de Cameronians (Scottish Rifles) werd onderscheiden met de Military Medal (MM).